# Alicia a través del ojo de la aguja
Alicia a través del ojo de la aguja (del inglés: Alice Through the Needle's Eye) es una novela de 1984, escrita por Gilbert Adair, que rinde homenaje a la obra de Lewis Carroll a través de otra aventura de la heroína ficticia homónima, contada en el estilo surrealista de Carroll. Presenta una tercera aventura de Alicia en el país de las maravillas, de Lewis Carroll, como una continuación no oficial de Alicia a través del espejo.

## Argumento
Alicia pasa un día de invierno sin conseguir enhebrar una aguja de coser. Cuando mira con mucha atención a través del ojo de la aguja, ve un mundo desconocido al otro lado y se encuentra cayendo a través del ojo de la aguja hacia ese mundo.
Alicia cae en un pajar acompañada por el asustado Ratón de Campo. Sale del pajar y continúa en dirección a una playa que la invita a pasar. No va muy lejos cuando se encuentra con dos gatos unidos por la cola. Los gatos, llamados Ping y Pang, le informan a Alicia que son "gatos siameses gemelos". Recitan el poema "Las arenas de Dee"; Pang olvida la última palabra del poema, lo que provoca un duelo entre ellos. Pero antes de que comience su duelo, el cielo se oscurece y llueve gatos y perros. Cuando la peculiar lluvia de animales ha cesado, Ping y Pang se dan cuenta de que deben asistir a la "votación". Alicia los sigue para averiguar de qué se trata la votación. En el camino, se encuentra con un elefante que la lleva al "parque de las escondidas". Allí, un político emú da un discurso que es tan breve que Alicia se lo pierde por completo. Poco después de esto, la votación se transforma en una subasta, y con el grito final de: "¡Se va... se va... se fue! ", todos desaparecen abruptamente.
Una ballena que conoció en la subasta, llamada Grampus, insiste en que Alice lo acompañe a subir a un tren. A lo largo del viaje, el entorno de Alice se transforma en una sala de estudio. Sale de esta habitación y se aventura hacia una colina que ve en la distancia. Allí, encuentra a dos "personajes de palitos" que pronto identifica como Jack y Jill que llevan baldes de anguilas. Jack le ordena a Alice que entregue su balde a Llanfairpwllgwyngyllgogerychwyrndrobwllllantysiliogogogoch, por lo que se pone en camino para hacerlo. Llega a un laberinto y rápidamente se pierde profundamente. Finalmente, se encuentra con el centro del laberinto donde una gran congregación de animales también está perdida sin remedio.
Los animales le piden a Alicia que entre voluntariamente en una madriguera de conejos que el grupo de animales dentro del laberinto cree que conduce a la salida. Al bajar por la madriguera, siente como si estuviera cayendo de lado y pronto sale disparada por el agujero de salida como un cañón. Se encuentra en una cola entre dos edificios pequeños, ocupados en parte por las reinas Roja y Blanca de sus aventuras anteriores. Cada vez que avanzan en la cola hacia uno de los edificios pequeños, este cierra sus operaciones y les indica que visiten el edificio opuesto. La longitud de la cola que une ambos edificios se hace cada vez más pequeña hasta que Alicia finalmente logra hablar con el dueño de uno de los edificios, que es una mariposa todavía en su crisálida. Él le vende un sello postal y se va volando.
Mientras inspecciona el sello postal, de repente se encuentra en un restaurante llamado The King's Head. Cuando llega un camarero para tomarle el pedido, Alice elige "Pastel de cisne y verduras" del menú, lo que hace que un cisne vivo se acerque y se prepare para ser cocinado vivo. Antes de que puedan hacer nada, el grupo es interrumpido por una voz que anuncia la "Gran inauguración del Parlamento".
Alicia se dirige a una solemne procesión, en la que se incluye a Grampus, que se dirige al Salón del Parlamento acompañada por un enjambre de letras personificadas del alfabeto. Cuando llegan, aparece el Emú y escucha las quejas de un tal Lord X, que aboga por un mayor empoderamiento de las letras posteriores (V, W, X, Y y Z). El debate se intensifica hasta convertirse en una batalla violenta y sin sentido. Cuando Alicia intenta intervenir, las letras se vuelven contra ella, lo que la hace despertar presa del pánico.
Al darse cuenta de que solo fue un sueño, Alicia habla en voz baja con su gato dormido sobre sus aventuras.

## Personajes
Estos son los personajes principales enumerados en orden de aparición:
- Alice Liddell
- Ratón de campo
- Ping
- Pang
- Orca
- Peluquero
- Jack
- Jill
- Conejo galés
- Nutria
- Canguro
- Reina Roja
- Reina Blanca
- Camarero rana
- Cisne
- Señor serpiente
- Carta de los señores

## Conexiones con el País de las Maravillas y a través del espejo
Hay varias referencias y homenajes a las novelas de Lewis Carroll Alicia en el país de las maravillas (1865) y Alicia a través del espejo (1871). Por ejemplo, Dinah aparece al principio y, una vez más, hay un ratón en la trama. En la escena del laberinto, persigue a un conejo y se encuentra con un agujero en el que debe entrar.